# Louis-François Jauffret

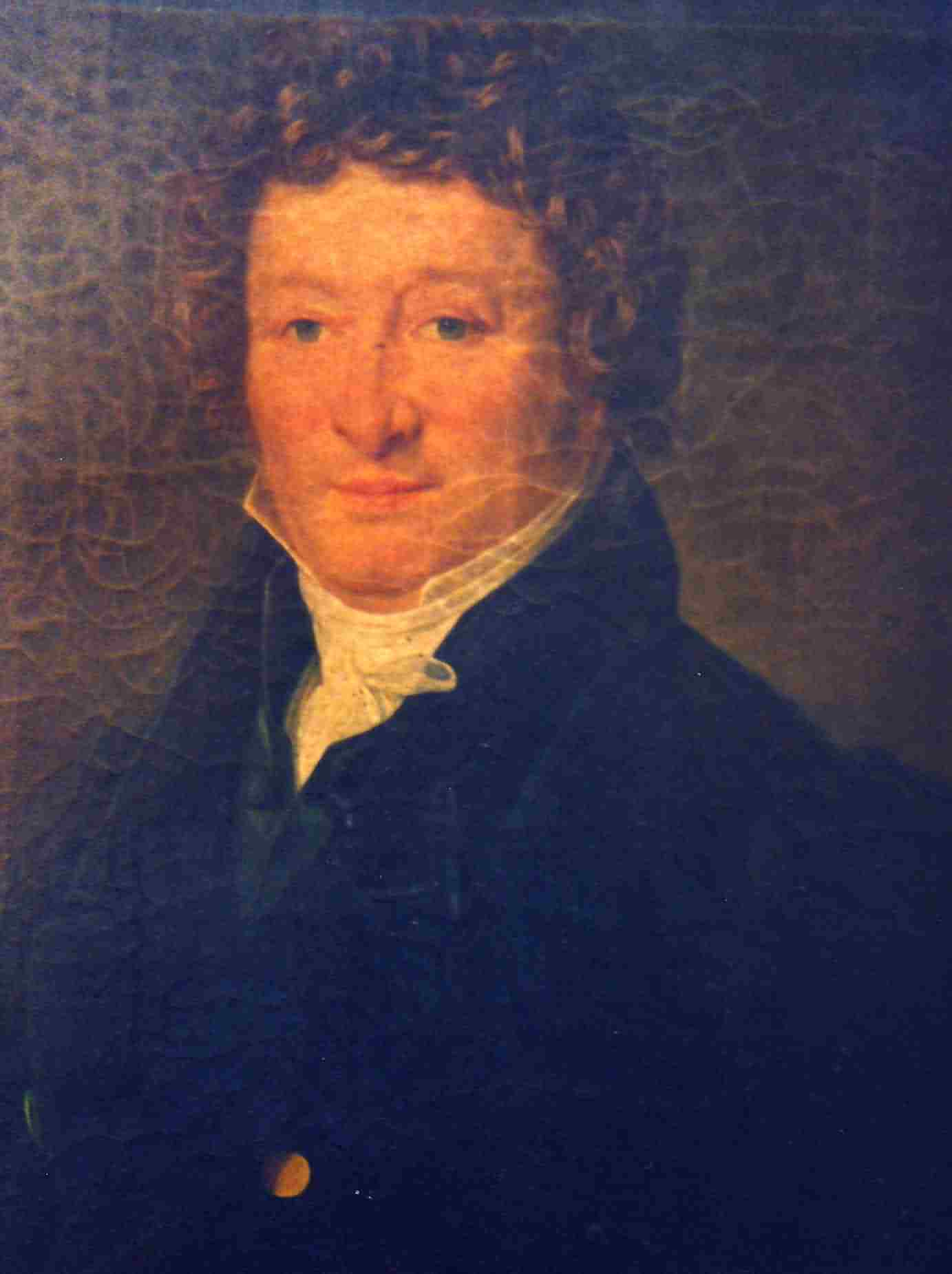
Louis-François Jauffret

Louis-François Jauffret (* 1770 in La Roquebrussanne; † 1840 in Marseille) war ein französischer Anthropologe, Pädagoge, Historiker und Dichter.

## Leben
Er ist bekannt als Gründer der ersten wissenschaftlichen Organisation, die Anthropologie praktiziert.
Ab 1796 brachte er populäre Magazine für Kinder und Jugendliche heraus, in Französisch, Englisch und vielen anderen Sprachen.
1799 gründete er mit einer Gruppe von Freunden die Société des Observateurs de l’homme. Hier reifte die Erkenntnis von der Bedeutung der Sprache für anthropologische Studien heran, woran auch Wilhelm von Humboldt Anteil hatte.

## Werke
- Louis François Jauffret: Petite école des arts et métiers, contenant des notions simples et familières sur tout ce que ..., A. Eymery, 1816
- Louis François Jauffret, Augustin Charles Guichard: Gazette des nouveaux tribunaux. S. A. Hugelet, 1794
- Louis François Jauffret: Lettres sur les fabulistes, anciens et modernes. Paris 1827
- Les charmes de l’enfance et les plaisirs de l’amour maternal